# Équipe cycliste Monzon-Incolor-Gub
L'équipe cycliste Monzon-Incolor-Gub est une équipe cycliste roumaine, ayant le statut d'équipe continentale depuis 2018.

## Principales victoires

### Championnats nationaux
- Championnats de Grèce sur route : 1
  - Course en ligne espoirs : 2023 (Nikifóros Arvanítou)
- Championnats de Hongrie sur route : 2
  - Course en ligne : 2020 et 2021 (Viktor Filutás)
- Championnats de Roumanie sur route : 4
  - Course en ligne : 2019 (Denis Vulcan) et 2022 (Emil Dima)
  - Course en ligne espoirs : 2018 (Emil Dima)
  - Contre-la-montre espoirs : 2019 (Emil Dima)

## Classements UCI
L'équipe participe aux épreuves des circuits continentaux et en particulier de l'UCI Europe Tour. Les tableaux ci-dessous présentent les classements de l'équipe sur les différents circuits, ainsi que son meilleur coureur au classement individuel.
UCI Europe Tour
| UCI Europe Tour | UCI Europe Tour        | UCI Europe Tour                           | UCI Europe Tour |
| Année           | Classement par équipes | Meilleur coureur au classement individuel |                 |
| --------------- | ---------------------- | ----------------------------------------- | --------------- |
| 2018            | 88e                    | Emil Dima (564e)                          |                 |
| 2019            | 47e                    | Denis Vulcan (478e)                       |                 |
| 2020            | 41e                    | Viktor Filutás (232e)                     |                 |
| 2021            | 42e                    | Viktor Filutás (379e)                     |                 |
| 2022            | 54e                    | Emil Dima (304e)                          |                 |
| 2023            | 56e                    | -                                         |                 |
|                 |                        |                                           |                 |
| Source : UCI    |                        |                                           |                 |

L'équipe est également classée au Classement mondial UCI qui prend en compte toutes les épreuves UCI et concerne toutes les équipes UCI.
| Classement mondial | Classement mondial     | Classement mondial                        | Classement mondial |
| Année              | Classement par équipes | Meilleur coureur au classement individuel |                    |
| ------------------ | ---------------------- | ----------------------------------------- | ------------------ |
| 2018               | -                      | Emil Dima (925e)                          |                    |
| 2019               | 85e                    | Denis Vulcan (642e)                       |                    |
| 2020               | 70e                    | Viktor Filutás (284e)                     |                    |
| 2021               | 69e                    | Viktor Filutás (466e)                     |                    |
| 2022               | 95e                    | Emil Dima (378e)                          |                    |
| 2023               | 106e                   | Nikifóros Arvanítou (479e)                |                    |
| 2024               | -                      | Anouar Rahmou (1873e)                     |                    |
|                    |                        |                                           |                    |
| Source : UCI       |                        |                                           |                    |

## Sofer-Savini Due-OMZ en 2023
Effectif
| Effectif 2023                   | Effectif 2023     | Effectif 2023 | Effectif 2023              |
| Cycliste                        | Date de naissance | Pays          | Équipe précédente          |
| ------------------------------- | ----------------- | ------------- | -------------------------- |
| Hager Andemaryam Mesfin         | 26 septembre 2000 | Érythrée      |                            |
| Nikifóros Arvanítou             | 13 janvier 2003   | Grèce         | Java Kiwi Atlántico (2022) |
| Catalin Buta                    | 12 mai 2003       | Roumanie      |                            |
| Lorenzo Di Camillo              | 13 juin 2003      | Italie        |                            |
| Emil Dima                       | 22 février 1997   | Roumanie      | Tusnad (2016)              |
| Mihnea-Alexandru Harasim        | 18 avril 2004     | Roumanie      |                            |
| Zoltán Antal Lepold             | 5 juillet 2003    | Hongrie       |                            |
| Olivier Móré-Gosselin           | 5 octobre 2003    | Hongrie       |                            |
| Soh Narumi                      | 13 novembre 1997  | Japon         | Java Kiwi Atlántico (2022) |
| Marco Oliva                     | 20 septembre 1993 | Italie        |                            |
| Batuhan Özgür (1 janv.–17 août) | 1 février 1998    | Turquie       | Sakarya BB Pro Team (2022) |
| Conor Schunk                    | 19 juin 1999      | États-Unis    | Global 6 Cycling (2022)    |
| Stefan Lucian Stoica            | 4 mai 2004        | Roumanie      |                            |
|                                 |                   |               |                            |
| Source : ProCyclingStats        |                   |               |                            |

Victoires
| Victoires | Victoires | Victoires | Victoires | Victoires | Victoires |
| Date      | Course    | Pays      | Classe    | Vainqueur |           |
| --------- | --------- | --------- | --------- | --------- | --------- |